# Blackwall (London)
Blackwall ist ein Stadtviertel im East End von London, das im London Borough of Tower Hamlets am Nordufer der Themse liegt.
Das Gebiet um die Blackwall Stairs war mindestens seit dem 14. Jahrhundert als Blackwall bekannt. Vermutlich ist der Name auf die Farbe der Flussbefestigungsanlagen zurückzuführen, die im Mittelalter entstanden waren. Das Gebiet liegt in einer Flussschleife der Themse in der Nähe von Poplar, wo Anfang des 19. Jahrhunderts die East India Docks angelegt wurden.

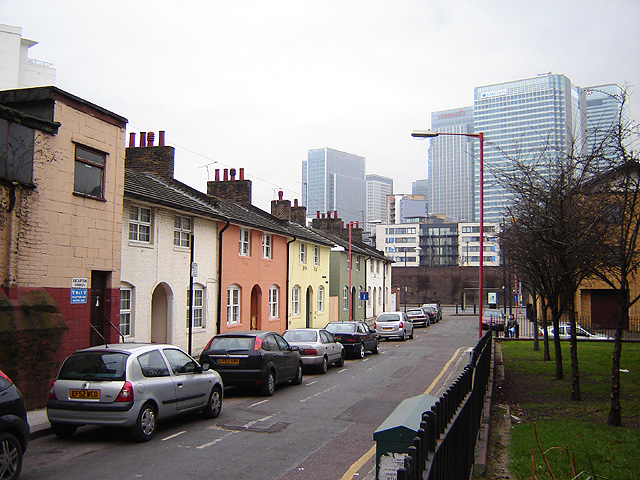
Dieses Ensemble – St. Lawrence Cottages – ist einer der wenigen Teile des alten Blackwall, die bis heute überlebt haben. Das Gebiet wird heute hauptsächlich von neueren Gebäuden dominiert. Das Foto zeigt den Blick nach Westen – im Hintergrund liegen die alte Dockwand und darunter die Gebäude um die Canary Wharf (Februar 2006)

Heute kennt man Blackwall vor allen Dingen wegen des Blackwall-Tunnels, der den Stadtteil unter der angrenzenden Themse mit dem Norden von Greenwich verbindet. In Blackwall liegt auch die Feuerwache in der Fernsehserie London’s Burning des Senders London Weekend Television.
Es gab eine Eisenbahnstrecke von Minories über Stepney nach Blackwall, die London and Blackwall Railway. Die Streckenlänge betrug 3 ½ mls. (ca. 5,6 km). Der größte Teil der heutigen DLR-Strecke durch Limehouse verläuft über die alten Viadukte. Sie wurde 1836 als The Commercial Railway (dt.: Frachteisenbahn) entlang der Commercial Road in Londons Eastend genehmigt.
In Blackwall waren so bekannte Seeleute wie Horatio Nelson, 1. Viscount Nelson, oder Walter Raleigh zu Hause. 1606 liefen die Schiffe zur Kolonisierung Amerikas, die durch die London Company veranlasst wurde, von hier aus. Blackwall war das Zentrum des Londoner Sklavenhandels.

## Industrie
Für über 350 Jahre bis 1987 war Blackwall ein Zentrum des Schiffsbaus und der Reparatur von Schiffen. Dies umfasste den Blackwall Yard, von dem heute noch zwei ehemalige Trockendocks in der Nähe des Reuters-Gebäudes existieren, die Thames Ironworks and Shipbuilding and Engineering Co. Ltd. in Leamouth, von der einige Werksanlagen in Blackwall lagen, und den Orchard House Yard. Heute gibt es hier nur noch wenige Industrieanlagen. Eine der wenigen überlebenden Firmen, Pura Foods Ltd. (Speiseöl) am Orchard Place schloss 2006 ihre Tore. Auf diesem Gelände waren früher die Thames Plate Glass Works (dt.: Themse-Flachglaswerke). Viele Jahre lang war auch die bekannte Zuckerfabrik Fowler’s in Blackwall.